# Haruka Komiyama
Haruka Komiyama (山榛 榛香, Komiyama Haruka, província de Chiba, 12 de setembro de 1998) é uma ídolo, cantora e modelo japonesa. Ela é membro do grupo feminino japonês AKB48, e capitã do Time K e modelo exclusiva da revista adolescente japonesa LOVE Berry.

## Carreira
Komiyama passou a 15ª geração do AKB48 em 2013. Ela estreou em maio de 2013 e ingressou no grupo como estudante de pesquisa (研究生Kenkyuusei ) em junho de 2013. Em fevereiro de 2014, ela foi promovida como membro oficial do Time 4 no AKB48 Daisokaku Matsuri. 
Foi anunciado que Komiyama tinha um documentário que foi ao ar em 30 de março de 2016, depois transmitindo uma versão mais completa com imagens após as Eleições Gerais do AKB48. Depois de não ter sido classificada nas Eleições Gerais de 2014 e 2015 do grupo, ela ficou na 21ª posição em 2016. Em outubro de 2016, Komiyama foi transformada em modelo exclusivo da revista adolescente japonesa LOVE Berry.  Seu primeiro single em senbatsu foi High Tension, lançado em novembro. 
Em 2017, Komiyama foi anunciada para seu segundo senbatsu "Shoot Sign" lançado em março. Ela também foi anunciada para seu terceiro single de senbatsu, Negaigoto no Mochigus, como parte da mídia senbatsu, lançada no final de maio. Em sua 2ª eleição geral depois de ocupar o cargo no ano anterior, Komiyama caiu 31 posições para a 52ª. Ela também pôde participar da coleção Kansai em agosto. 
Komiyama também participou do evento de luta livre do AKB48, WIP Climax 2017, vencendo em uma luta dupla com sua parceira Saya Kawamoto . Em novembro, ela foi anunciada com 6 outros membros para fazer parte da nova unidade da AKB "7byou-go, Suki ni naru" (7秒後,君が好きになる. Nana Byou-GO, Suki ni Naru, após 7 segundos, Eu vou gostar de você) durante uma transmissão ao vivo do Showroom, onde também foi revelado que ela era o centro da primeira música "Hohoemi no Toki". 
Durante o desempenho do 12º aniversário do AKB48, foi anunciado que novas equipes seriam criadas na primavera de 2018. Ela foi transferida da equipe 4 para a equipe K e nomeada capitã. 
Em 17 de janeiro de 2018, foi anunciado no blog oficial do grupo que Komiyama se apresentaria em outro evento de luta livre do AKB48, intitulado "Tofu Pro Wrestling The REAL 2018 QUEENDOM". O evento aconteceu em 23 de fevereiro de 2018 e Komiyama lutará como "Shark Komiyama" ao lado de Jurina Matsui (Hollywood Jurina) do SKE48 contra Akari Suda (Octopus Suda) do SKE48 e Miru Shiroma (Dotonbori Shiroma) do NMB48. 
Durante o concerto anual AKB48 Request Hour de 2018, Komiyama foi anunciada para seu quarto senbatsu no 51º single do AKB48, a ser lançado em 14 de março de 2018. 

## Discografia

### Singles com AKB48
| Year | No. | Title                            | Role               | Notes |
| ---- | --- | -------------------------------- | ------------------ | --- |
| 2013 | 33  | "Heart Electric"                 | Kenkyuusei         | Sang with other Research Students on the Theater Edition of the single the song "Kimi no Hitomi wa Planetarium". |
| 2014 | 35  | "Mae Shika Mukanee"              | B-Side             | Sang with other members on the Theater Edition of the single the song "Koi to ka..." |
| 2014 | 36  | "Labrador Retriever"             | Type 4 B-Side      | Sang with other members of Team 4 on the Type 4 Edition of the single the song "Heart no Dasshutsu Game". |
| 2014 | 38  | "Kibouteki Refrain"              | Type 4 B-Side      | Sang with other members of Team 4 on the Type 4 Edition of the single the song "Me wo Aketa Mama no First Kiss". |
| 2015 | 42  | "Kuchibiru ni Be My Baby"        | Various B-sides    | Sang as a part of the unit 'Next Generation Senbatsu' the song "Kimi wo Kimi wo Kimi wo". Sang on Minami Takahashi's graduation song "Senkaka Kotoba". Sang as a part of Team 4 the song "Nanka, Chotto, kyuu ni...". Sang as a part of the uni 'Mushi Kago' the song "Sakki Made wa Ice Tea". |
| 2016 | 43  | "Kimi wa Melody"                 | B-side             | Sang as a part of the unit 'Next Generation Senbatsu' the song "LALALA Message". |
| 2016 | 44  | "Tsubasa wa Iranai"              | Type B B-side      | Sang as part of Team 4 the song "Kangaeru Hito". |
| 2016 | 45  | "Love Trip/Shiawase o Wakenasai" | Undergirls B-side  | Ranked 21st in the General Election and became a member of the Undergirls for this single. She sang as a part of the Undergirls the song "Densetsu no Sakana". |
| 2016 | 46  | "High Tension"                   | Senbatsu A-side    | First senbatsu single of Komiyama. |
| 2017 | 47  | "Shoot Sign"                     | A-side and B-side  | Sang as a part of the senbatsu for the single the song "Shoot Sign". Sang as a part of the unit 'AKB48 U-19 Senbatsu' the song "Accident Chuu". |
| 2017 | 48  | "Negaigoto no Mochigusare"       | A-side and B-side  | Sang as part of the senbatsu for the single the song "Negaigoto no Mochigusare". Sang along with other members the Type A Exclusive song "Maebure". |
| 2017 | 49  | "#Sukinanda"                     | Futuregirls B-side | Ranked 52nd in the General Election and became a member of the Futuregirls for this single. Song title is"Jibuntachi no Koi ni Kagitte" |
| 2017 | 50  | "11gatsu no Anklet"              | B-side             | Center for the B-side song "Hohoemi no Toki" as part of the new sub-unit "7byou-go, Kimi ga Suki ni naru" (After 7 seconds, I will like you) |
| 2018 | 51  | Jabaja                           | A-side             | Sang as part of the senbatsu for the single the title song. Her 4th A-side participation |

### Álbuns com AKB48
- Tsugi no Ashiato
- Koko ga Rhodes da, Koko de Tobe!
- 0 to 1 no Aida
- Thumbnail
- Bokutachi wa, Ano Hi no Yoake wo Shitteiru

## Aparições

### Variedade de TV
- AKBingo! (2014-)

### Shows Educativos
- NHK Koukou Kouza